# Helmut May (Komponist)
Helmut W. May (* 28. Mai 1929 in Wiesbaden; † 27. Mai 2013 ebenda) war ein deutscher Schriftsteller und Komponist von E-Musik.

## Leben
Helmut May wurde in eine musikalische Familie geboren, seine Mutter war eine ausgebildete Sopranistin. Allerdings unterstützte die Mutter die musikalische Erziehung und Entwicklung von Helmut May nicht. In seiner eigenen Kurzbiografie schreibt er dazu:

„[In meinen letzten Schuljahren] brachte ich mir selber Noten und Klavierspielen bei, weil meine Mutter dafür den Unterricht nicht förderte. Sie hatte mit zwei künstlerisch hochbegabten Brüdern schlechte Erfahrungen gemacht im Nichterreichen oder Durchsetzen ihrer Begabungen. Ich, ihr Sohn, sollte da mal erst die Schule gut durchlaufen, alles weitere würde sich dann finden.“

Durch verschiedene Nachkriegsumstände ergab es sich, dass Helmut May in Kontakt mit dem Wiesbadener Tenor Heinrich Schorn (1882–1960) kam, der ihm eine musikalische Karriere empfahl. So meldete sich Helmut May in der nach dem Krieg in Wiesbaden gegründeten Rheinischen Bildungsstätte für Musik an und studierte dort Komposition bei Franz Flössner, Violine bei Richard Lerch, Klavier und Dirigieren.
Nach dem Studium erhielt Helmut May eine Stelle im Lektorat des Musikverlages Schott Music in Mainz und gab dort bis 1973 klassische Musik und auch Bearbeitungen und pädagogische Werke heraus. Eigene Kompositionen von Helmut May wurden aber zum Großteil nicht verlegt und blieben Manuskript. Von 1973 bis zu seiner Pensionierung 1994 lehrte Helmut May Musik am Wiesbadener Gymnasium am Mosbacher Berg.
1958 war Helmut May zudem Gründungsmitglied des Wiesbadener Kammerorchesters unter der Leitung von Carl Witzel und bis 2009 auch dessen Konzertmeister.
In seinen letzten Jahren konzentrierte sich Helmut May wieder verstärkt auf das Schreiben von Romanen. Wurden seine musikalischen Kompositionen fast vollständig von Verlagen ignoriert, so hatte er mit seinen Erzählungen mehr Erfolg. In seinen letzten Lebensjahren veröffentlichte Helmut May unter anderem die Romane Der Herr aus Leipzig, Die Burg, Heimlich, mit dem Nachtzug … und Cziupke träumt.
Der kompositorische Nachlass Helmut Mays befindet sich im Privatarchiv Tobias Bröker.
Helmut May starb am 27. Mai 2013, einen Tag vor seinem 84. Geburtstag.

## Kompositionen
- 1948: Präludium, für Streichorchester und Pauken
- 1949: Musik für Altblockflöte und Klavier
- 1950: Sonate in D für Violine und Klavier
- 1951: Serenade für Violine und Klavier
- 1951: Sonate für Violine und Klavier
- 1958: Sieben Geigenduette mit 12 Tönen, für 2 Violinen
- 1966: Konzert I want to die easy, für Posaune, Schlagzeug und Streichorchester
- 1966: Impromptu für Violine und Streichorchester
- 1967: Lamentationen für Bariton und Orchester
- 1979: Concertino I want to die easy, für Violine und Streichorchester (Schott-Verlag)
- 1981: Konzert Festival, für 2 Violinen und Streichorchester
- 1982: Maqam-Concerto für Violine und Orchester
- 1983: Postkartengrüße für Erzähler und 2 Violinen
- 1984: Konzert für Cello und Orchester
- 1985: Fantasie für Streichsextett
- 1985: Sinfonie Wanderungen, für Orchester
- 1986: Adagio für Violine und Streichorchester
- 1989: Pastorale für Violine und Streichorchester
- 1991: Divertimento giocoso für Streichorchester
- 1999: Der geigende Eremit für Streichorchester (Arrangement des Werkes op. 128 No. 1 von Max Reger)
- ?: Geistliches Konzert für 3 Posaunen und Sprecher
- ?: Konzert Scene de ballet für Viola und Orchester
- ?: Maienzeit bannet Leid, für Chor, 2 Violinen und Klavier
- ?: Trio für Flöte, Viola und Cello
- ?: Konzert für Flöte und Streichorchester
- ?: Konzertante Musik für Violine und Streichorchester
- ?: Suite lyrique für Violine und Streichorchester